# Alan Paton

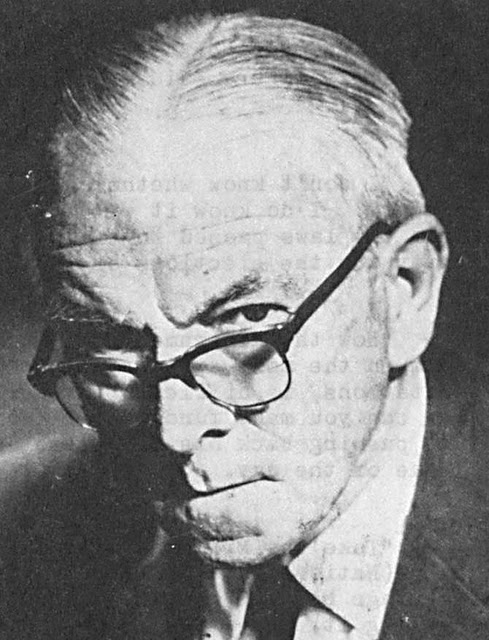
Alan Paton

Alan Stewart Paton (* 11. Januar 1903 in Pietermaritzburg; † 12. April 1988 in Durban) war ein südafrikanischer Schriftsteller, Politiker und Apartheid-Gegner.

## Familiärer Hintergrund
Paton wurde 1903 als Sohn eines Beamten in Pietermaritzburg, einer Stadt in der damaligen britischen Kolonie Natal (heute KwaZulu-Natal), geboren. Nach dem Besuch des College erwarb er an der Universität von Natal den Bachelor of Science, dem sich ein Diplom in Erziehungswissenschaften anschloss. Nach dem Abschluss arbeitete er als Lehrer an der Ixopo High School und anschließend am College in Maritzburg. Zu dieser Zeit machte er auch Bekanntschaft mit Dorrie Francis Lusted, die er 1928 heiratete. 1967 starb Dorrie Francis an einem Lungenemphysem. Ihr gemeinsames Leben ist auch in Patons Buch Kontakion for You Departed, das 1969 erschienen ist, aufgearbeitet worden. Sie hatten zwei Söhne, die Jonathan und David hießen. Die Ehe mit Anne Hopkins, die 1969 geschlossen wurde, währte bis zum Tod des Autors im Jahre 1988.

## Paton als Schriftsteller
Alan Paton setzte sich in den 1930er und 40er Jahren für junge Straftäter ein. Er war Lehrer und seit 1935 Direktor der Diepkloof-Erziehungsanstalt bei Johannesburg, wo er damals „progressive“ Ideen wie offene Schlafsäle oder offenen Vollzug umsetzte. Paton meldete sich während des Zweiten Weltkriegs freiwillig zum Kriegseinsatz, wurde jedoch nicht eingezogen. Nach dem Krieg unternahm er auf eigene Kosten eine Reise, deren Zweck darin bestand, das Justizvollzugssystem in unterschiedlichen Ländern kennenzulernen. Er bereiste Skandinavien, England, Kontinentaleuropa, Kanada und die Vereinigten Staaten. Während seiner Zeit in Norwegen begann er mit der Arbeit an seinem Roman Cry, the Beloved Country, den er im Laufe seiner Reise noch abschließen konnte und am Heiligabend in San Francisco beendete. Dort traf er auch Aubrey und Marigold Burns, die sein Manuskript gegenlasen und für ihn einen Verleger fanden. Der Verleger Maxwell Perkins, der schon durch die Herausgabe der Romane Ernest Hemingways und Thomas Wolfes bekannt geworden war, begleitete die Publikation von Patons ersten Romans zusammen mit dem Verlagshaus Scribner. Die Veröffentlichung weiterer Romane in den 1950er Jahren machten Paton zu einem wohlhabenden Schriftsteller.

## Paton als Kritiker der Apartheid
1948 übernahm die Nasionale Party, die die institutionelle Etablierung der Apartheid programmatisch vorantrieb, die Macht in Südafrika. Paton gründete 1953 mit Margaret Ballinger, Edgar Brookes und Leo Marquard die Liberal Party of South Africa (LPSA), die einen Gegenentwurf zur Politik der Apartheid propagierte. 1956 wurde er National Chairman und damit faktisch Vorsitzender der Partei, 1958 nahm er den Posten des Partei-Präsidenten an, um mehr Zeit für seine schriftstellerische Tätigkeit zu haben. Sein Nachfolger als Chairman wurde Peter Brown. 1964 plädierte Paton im Rivonia-Prozess für eine Strafmilderung für Nelson Mandela und die übrigen Angeklagten und half so mit, die Todesstrafe abzuwenden. Er blieb Präsident bis zur durch neue Gesetzgebung erzwungenen Selbstauflösung der LPSA 1968. 1960 wurde er für sein Engagement von der Regierung sanktioniert, indem sein Pass für die Dauer von zehn Jahren eingezogen wurde. In der Kleinstadt Botha’s Hill bei Hillcrest wählte er schließlich seinen Alterssitz. Er starb 1988 an Kehlkopfkrebs.
Sein Wirken hatte seine Grundlage in seinem entschiedenen christlichen Glauben. 1964 und 1973 wurde er für Hofmeyr und Apartheid and the Archbishop mit dem CNA Literary Award ausgezeichnet. 1989 wurde der südafrikanische Literaturpreis Alan Paton Award nach ihm benannt. 2006 erhielt er postum den Order of Ikhamanga in Gold. 

## Werke (Auswahl)
Sein berühmtester Roman Cry, the Beloved Country wurde zweimal (1951 und 1995) verfilmt und war die schriftstellerische Grundlage für das Musical Lost in the Stars (Adaptiert von Maxwell Anderson, Musik von Kurt Weill). Der zweite (Too Late the Phalarope, 1953) und dritte (Ah, but Your Land is  Beautiful, 1981) Roman und seine Kurzgeschichtensammlung (Tales From a Troubled Land, 1961) behandeln alle dieselbe Rassenproblematik, die den Autor schon in seinem ersten Roman beschäftigte.
- 1948: Cry, the Beloved Country – deutsch: Denn sie sollen getröstet werden; später verfilmt
- 1961: Debbie Go Home
- 1964: Hofmeyr
- 1965: Tales from a Troubled Land
- 1973: Apartheid and the Archbishop